# Cygnus X-1

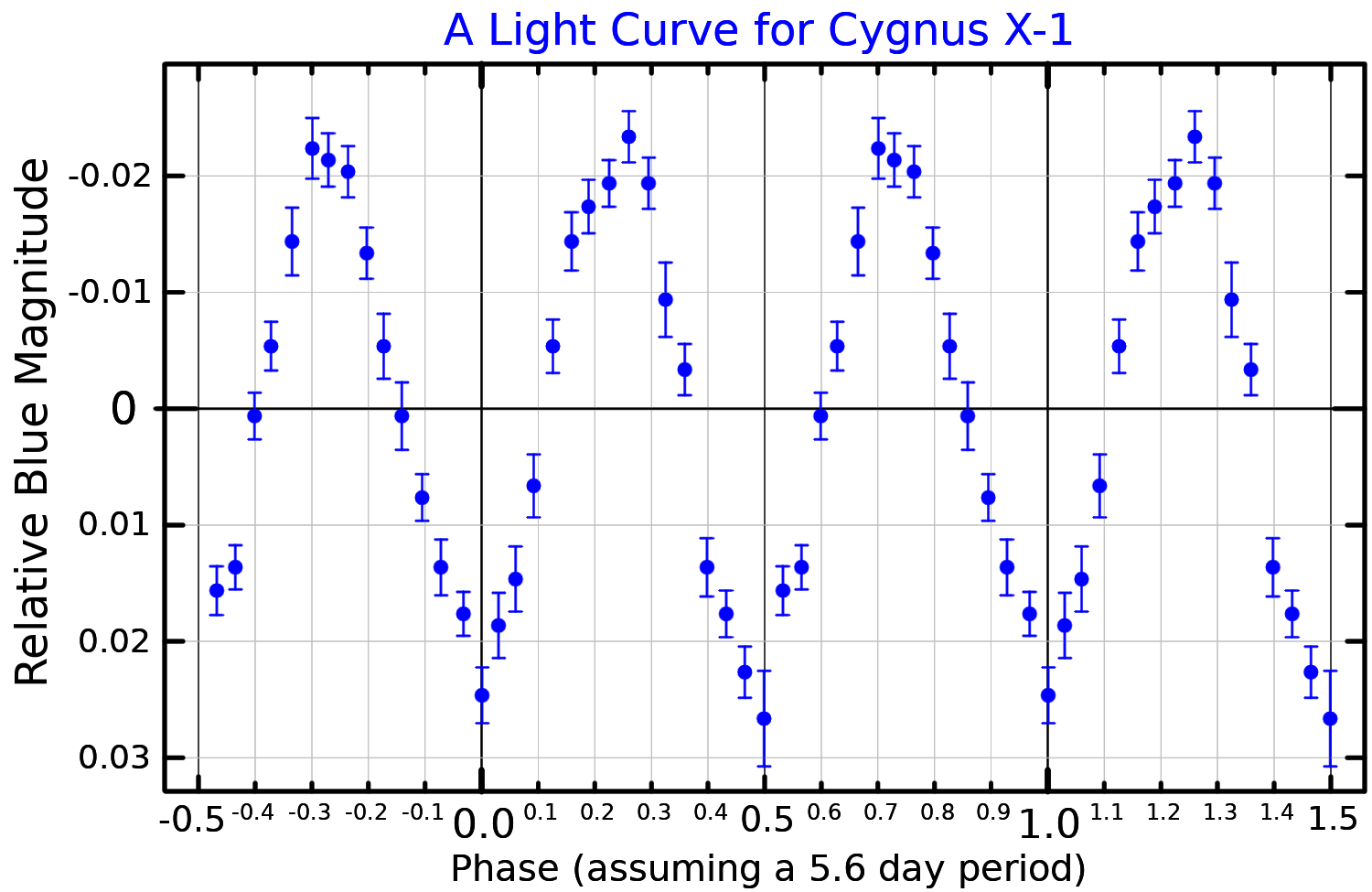
Lichtkromme van Cyg X-1

Cygnus X-1 is een röntgendubbelster (X-ray source) in het sterrenbeeld Zwaan (Cygnus). Deze bron van röntgenstraling is hoogstwaarschijnlijk een stellair zwart gat. De naam komt van het feit dat dit de eerst ontdekte röntgenbron in het sterrenbeeld Zwaan is. Deze ontdekking leverde het eerste belangrijke bewijs voor het bestaan van zwarte gaten.

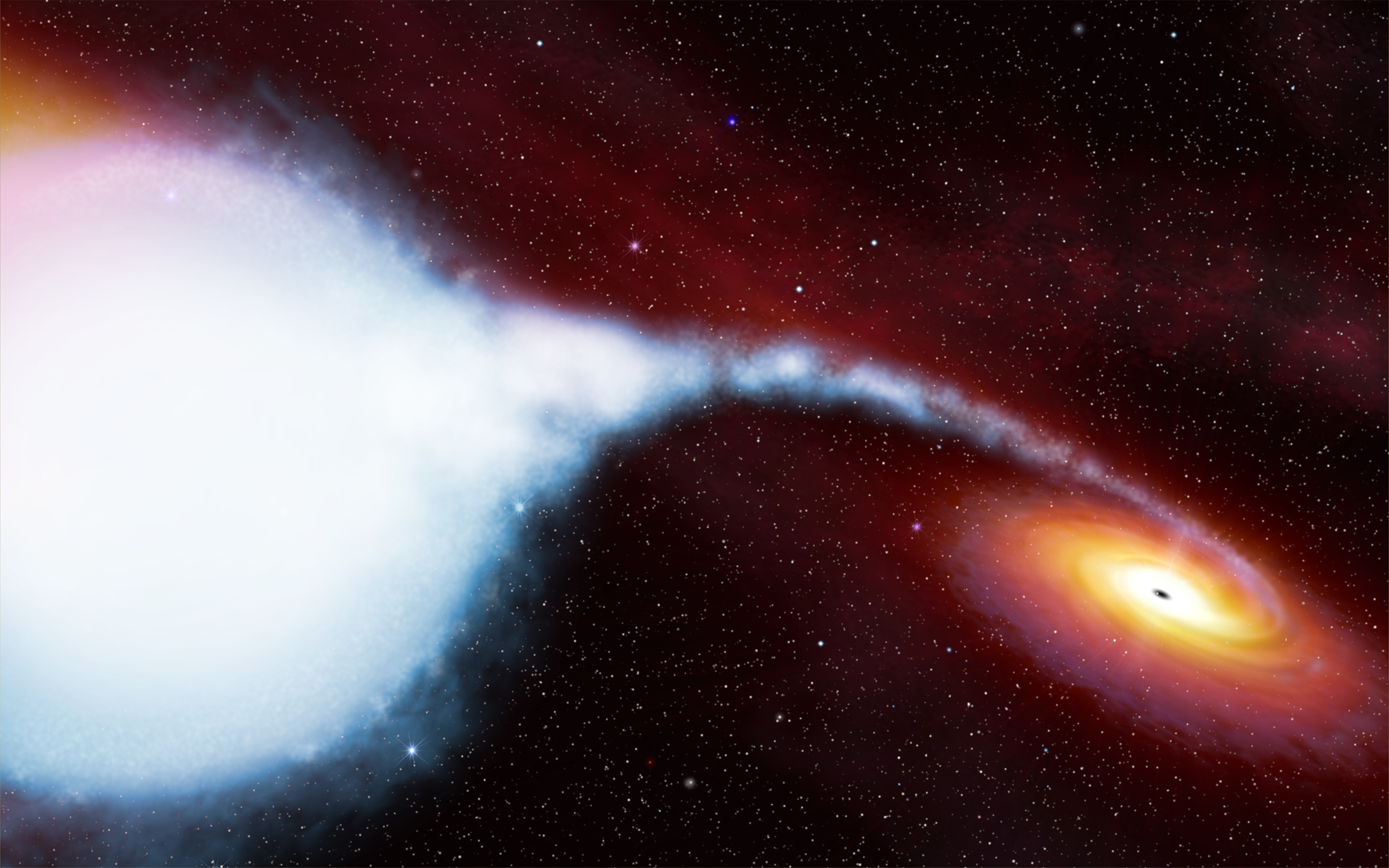
Impressie van hoe het zwarte gat (rechts) materiaal opneemt van de blauwe reus HDE 226868

Al in 1962 bestond het vermoeden dat in dit sterrenbeeld een sterke röntgenbron aanwezig was. Dit werd bevestigd door waarnemingen met de Uhuru-röntgentelescoop in 1970.
In 1971 ontdekten Luc L.E. Braes en George K. Miley van Sterrewacht Leiden, en, onafhankelijk daarvan, R.M. Hjellming en C.M. Wade van het Amerikaanse National Radio Astronomy Observatory (NRAO), radiostraling van Cygnus X-1. Hun nauwkeurige positiebepalingen met de Westerbork Synthese Radio Telescoop en de NRAO interferometer leidden tot de identificatie van de röntgenbron met de zeer zware, blauwe ster AGK2 +35 1910 = HDE 226868. 
Cygnus X-1 is waarschijnlijk een zwart gat van 8,7 ± 0,8 zonnemassa's en een doorsnede van ongeveer 300 km. Het vormt een dubbelster met HDE 226868.
De röntgenstraling ontstaat doordat gas uit de grote ster in het zwarte gat wordt gezogen. Het vormt daarbij een accretieschijf. Hierin wordt de massa zo sterk versneld dat ze röntgenstraling gaat uitzenden.